# 阿爾斯特省
阿尔斯特（英語：Ulster；愛爾蘭語：Cúige Uladh / Ulaidh；阿爾斯特蘇格蘭語：Ulstèr），是愛爾蘭四個歷史省份之一，位於愛爾蘭島東北部。其下共有九個郡，當中六郡目前組成了北愛爾蘭，是英國的一部份，其餘三郡屬愛爾蘭共和國。
它是爱尔兰四大传统省份中面积第二大（仅次于芒斯特省）、人口第二多（仅次于伦斯特省）的省份，贝尔法斯特是其最大城市。与其他省份不同，阿尔斯特的新教徒占比很高，几乎占总人口的一半。英语是主要语言，阿尔斯特英语是主要方言。也有少数人讲爱尔兰语，在多尼戈尔郡内存在爱尔兰语区（Gaeltachtaí），该郡约占整个爱尔兰共和国爱尔兰语区人口的四分之一。 在伦敦德里郡南部和贝尔法斯特爱尔兰语区也有大量讲爱尔兰语的社群。阿尔斯特苏格兰方言亦广泛分布于安特里姆郡、唐郡、伦敦德里郡、泰隆郡及多尼戈尔郡。位于东部的内伊湖是不列颠群岛中最大的湖泊，而西部的恩湖则是该地区最大湖泊群之一。主要山脉包括莫恩山脉、斯佩林山脉、克罗高姆山以及德里维山脉。
历史上，阿尔斯特是由盖尔人构成的盖尔爱尔兰、苏格兰与马恩岛所共同组成的盖尔世界的核心地带。根据传统，在爱尔兰的前历史时代，它是五大省之一，由一位（“诸王之王”）统治。其名称来源于该省东部的上王国乌拉德王国，而该王国又得名于乌拉德人（Ulaid）。阿尔斯特其他的上王国包括艾尔吉亚拉和阿莱赫。12世纪诺曼征服爱尔兰后，阿尔斯特东部被英国的诺曼人征服，并成为阿尔斯特伯国。至14世纪末，该伯国瓦解，奥尼尔王朝崛起，掌控大部分阿尔斯特，并自称阿尔斯特国王。此后，阿尔斯特成为爱尔兰省份中最彻底的盖尔化地区，也最具独立性。其统治者虽曾抵抗都铎征服爱尔兰，最终仍于九年战争（1594–1603年）中被击败。此后，英王詹姆斯六世与一世将阿尔斯特殖民化，引入来自不列颠的英语新教移民，史称阿尔斯特殖民计划。这促成了阿尔斯特许多城镇的建立。移民潮同时也激化了新教徒与天主教徒间的宗派冲突，尤其表现在1641年爱尔兰叛乱及阿马骚乱期间。
1801年，阿尔斯特与整个爱尔兰一起并入大不列颠及爱尔兰联合王国。20世纪初，推行爱尔兰自治运动的努力遭到许多阿尔斯特新教徒反对，引发了自治危机。在全爱尔兰最后一次大选（1918年爱尔兰大选）中，多尼戈尔郡和莫纳汉郡由新芬党（民族主义）大胜，新芬党候选人在卡文郡也未遭竞争直接当选；弗马纳郡和泰隆郡由新芬党/爱尔兰议会党联盟胜出；其余四郡则由统一党胜出。 这场自治危机及随后爆发的爱尔兰独立战争最终促成《1920年爱尔兰法案》下的爱尔兰分治：阿尔斯特的六个郡组成北爱尔兰，成为联合王国内的自治地区，其余部分成为爱尔兰自由邦，即今天的爱尔兰共和国。
“阿尔斯特”一词在两国的地方政府体系中都不具有官方行政功能。但在ISO 3166-2:IE标准中，“Ulster”专指卡文、多尼戈尔和莫纳汉三郡，对应子区域代码为“IE-U”。 各类文化及体育组织也常使用该名称。

## 外部連結
- BBC Nations （页面存档备份，存于） 愛爾蘭歷史
- Census 2011 - Ulster Irish language stats （页面存档备份，存于）
- Census 2011 - Donegal Gaeltacht stats
- Inconvenient Peripheries: Ethnic Identity and the United Kingdom EstatePDF（96.8 KiB） The cases of “Protestant Ulster” and Cornwall, by Professor Philip Payton
- Mercator Atlas of Europe Map of Ireland ("Irlandia") circa 1564
- Placenames Database of Ireland （页面存档备份，存于） developed by Fiontar
- Gaeltacht Comprehensive Language Study 2007
- Gaelscoil stats （页面存档备份，存于）
- Chisholm, Hugh (编). .  (第11版). London: Cambridge University Press. 1911.

54°24′N 7°00′W / 54.4°N 7.0°W